# Lasiomma monticola
Lasiomma monticola är en tvåvingeart som beskrevs av Suh och Kae Kyoung Kwon 1985. Lasiomma monticola ingår i släktet Lasiomma och familjen blomsterflugor.
Artens utbredningsområde är Sydkorea. Inga underarter finns listade i Catalogue of Life.